# Brian Kozlowski
Brian Scott Kozlowski (ur. 4 października 1970 w Rochester, Nowy Jork) – amerykański futbolista polskiego pochodzenia występujący w NFL na pozycji tight end w latach 1993–2007

## Wczesne lata
W szkole średniej wybrany MVP drużyny Webster High School w Monroe County, New York oraz najlepszego zespołu hrabstwa w ataku oraz drugiego zespołu obrony. Grał także w lacrosse.

## College
Grał w Connecticut Huskies na University of Connecticut. Jego imieniem nazwano nagrodę przyznawaną na uniwersytecie "Brian Kozlowski Award".

## Kariera zawodowa
Wybrany jako wolny agent przez New York Giants w maju 1993. Z Atlanta Falcons wystąpił w przegranym Super Bowl XXXIII w 1999.